# (11190) Jennibell
(11190) Jennibell (1998 RM52) – planetoida z pasa głównego asteroid okrążająca Słońce w ciągu 3 lat i 172 dni w średniej odległości 2,29 j.a. Została odkryta 14 września 1998 roku.